# Volo TWA 529
Il volo TWA 529 era un Lockheed L-049 Constellation, registrato come N86511, che operò un volo passeggeri da Boston a San Francisco. Il 1° settembre 1961, alle 02:05 CDT, il volo si schiantò in un campo a sud di Clarendon Hills, poco dopo il decollo dall'aeroporto di Midway (ICAO: KMDW) di Chicago, uccidendo tutti i 73 passeggeri e i cinque membri dell'equipaggio a bordo; fu all'epoca il peggior disastro aereo nella storia degli Stati Uniti.
L'incidente venne indagato dal Civil Aeronautics Board, che concluse che la causa probabile fu la perdita di un bullone da 5/16 pollici caduto dal meccanismo di controllo dell'equilibratore durante la salita da Chicago, provocando un brusco beccheggio seguito da uno stallo con conseguente schianto.

## Cronologia del volo

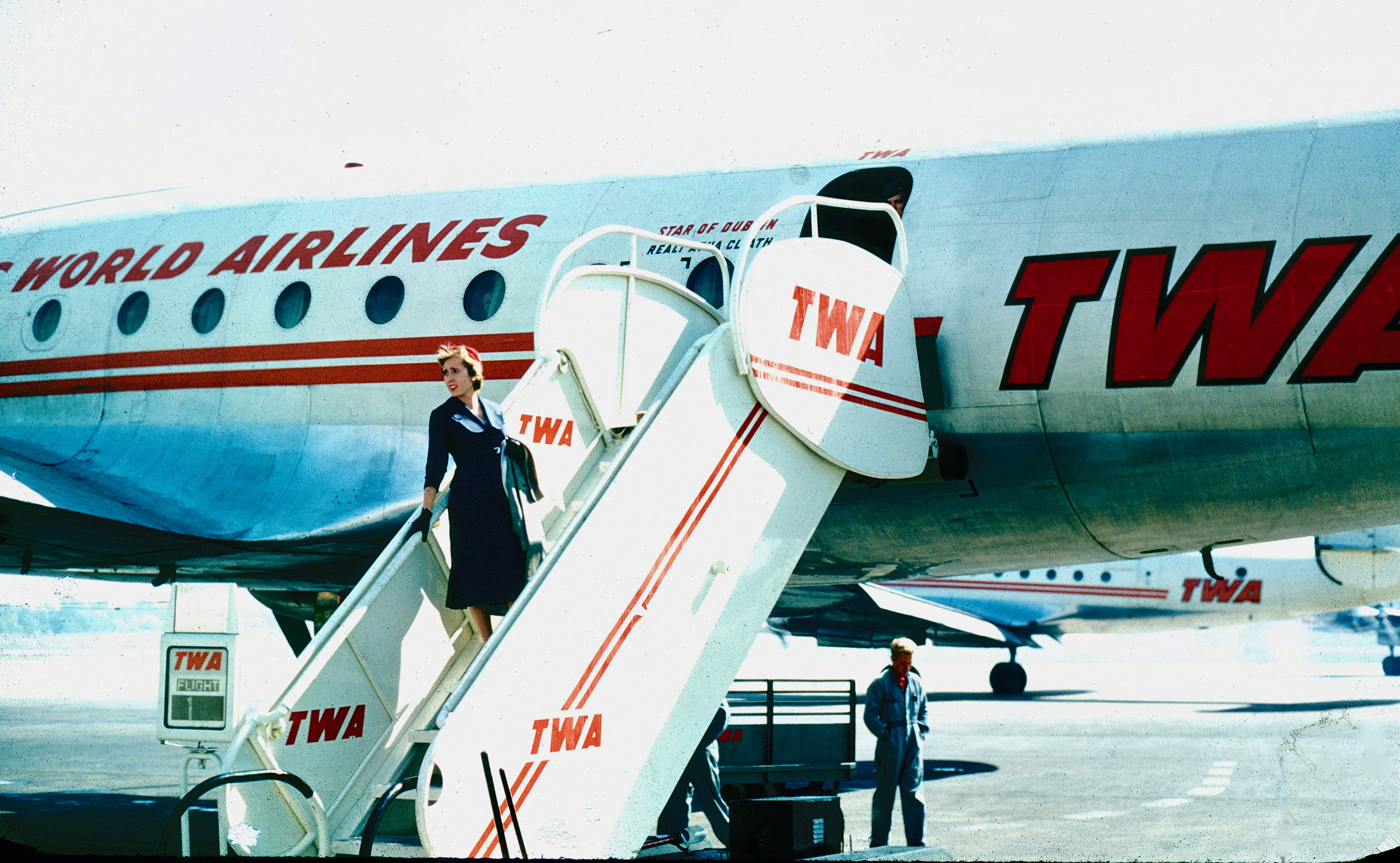
Star of Dublin, un Constellation gemello dello Star of Paris.

Il Constellation partì da Boston e, dopo aver fatto scalo a New York e Pittsburgh, arrivò all'aeroporto di Chicago Midway alle 01:18 CDT, dove un nuovo equipaggio prese il posto di quello precedente, oltre a rifornirlo di carburante e olio. Alle 02:00 il volo partì dalla pista 22 diretto a Las Vegas, Nevada, la fermata successiva. Cinque minuti dopo, mentre saliva verso ovest a 5.000 piedi di altitudine, l'aereo improvvisamente si impennò violentemente verso l'alto, provocando uno stallo accelerato da cui l'equipaggio non fu in grado di riprendere i comandi. Il volo 529 si schiantò a terra e lasciò un campo di detriti di 200 per 1.100 piedi.

## L'indagine

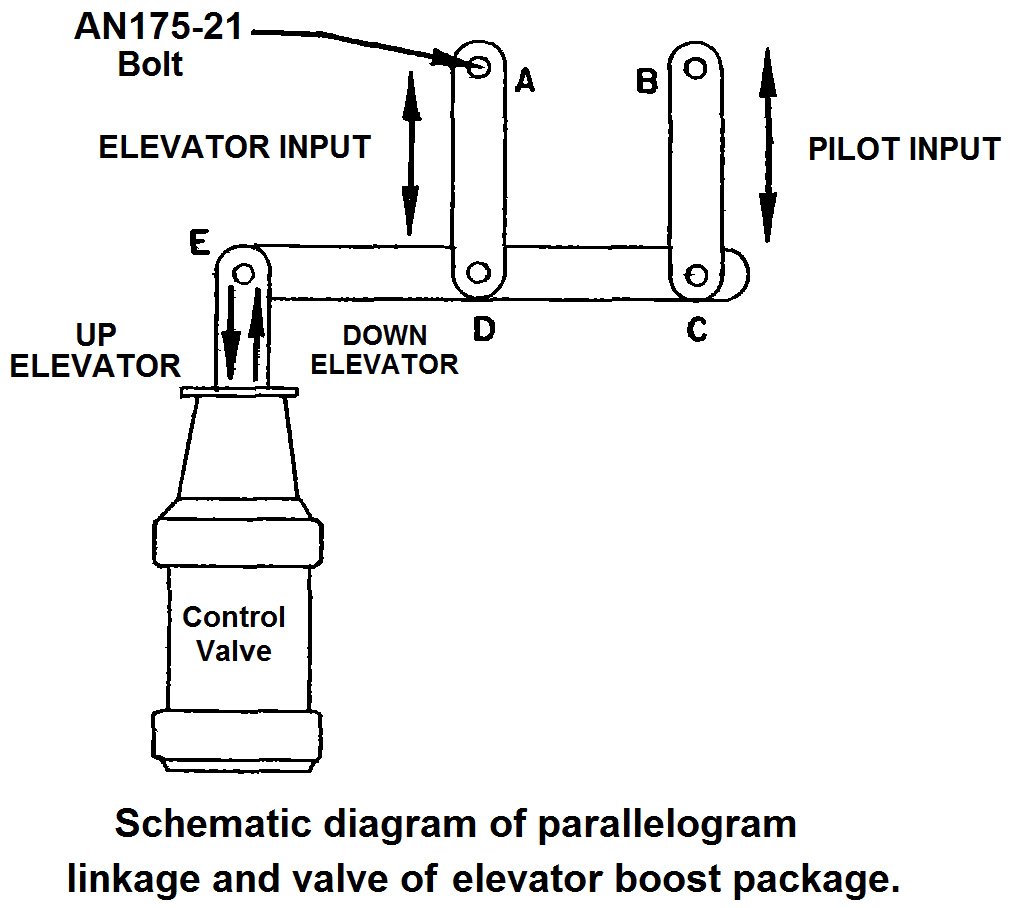
Schema del meccanismo di collegamento del motore dell'elevatore, che mostra la posizione del bullone mancante (A).

Il CAB indagò sull'incidente e, mentre i pezzi del relitto vennero riassemblati e analizzati, risultò evidente che un bullone cruciale in acciaio al nichel AN-175-21 da 5/16 di pollice mancava nel meccanismo di collegamento dell'equilibratore. Esaminando e analizzando attentamente i vari segni di abrasione e i modelli di grasso vicino al bullone mancante, gli investigatori del CAB conclusero che il bullone era caduto prima dello stallo e successiva caduta a terra del velivolo, e non a causa dell'incidente stesso. Senza il bullone in posizione, l'elevatore (quando in modalità boost), e quindi l'intero aereo, sarebbero diventati incontrollabili. Ciò ha portato gli investigatori a dedurre che il bullone era caduto, molto probabilmente allentandosi, poco prima dell'inizio della sequenza dell'incidente.
Il design del Lockheed Constellation consentiva ai piloti di disattivare la spinta idraulica dell'equilibratore e di controllare manualmente gli alettoni tramite un collegamento meccanico diretto. I piloti del volo dell'incidente apparentemente tentarono di tornare al controllo manuale quando l'aereo iniziò a inclinarsi verso l'alto, ma il design era tale che una pressione continua del muso verso il basso sugli alettoni rendeva meccanicamente impossibile il passaggio al controllo manuale. Pertanto, secondo la ricostruzione degli eventi del CAB, mentre i piloti applicavano disperatamente una pressione del muso verso il basso per evitare uno stallo, si stavano anche ostacolando nel passaggio alla modalità manuale e nel riprendere il controllo dell'equilibratore.
Il 18 dicembre 1962, il CAB pubblicò il suo rapporto finale sull'incidente, concludendo che la causa probabile fosse "... la perdita di un bullone in acciaio nichelato AN-175-21 dal collegamento a parallelogramma del sistema di spinta dell'equilibratore, con conseguente perdita di controllo dell'aereo".

## Conseguenze

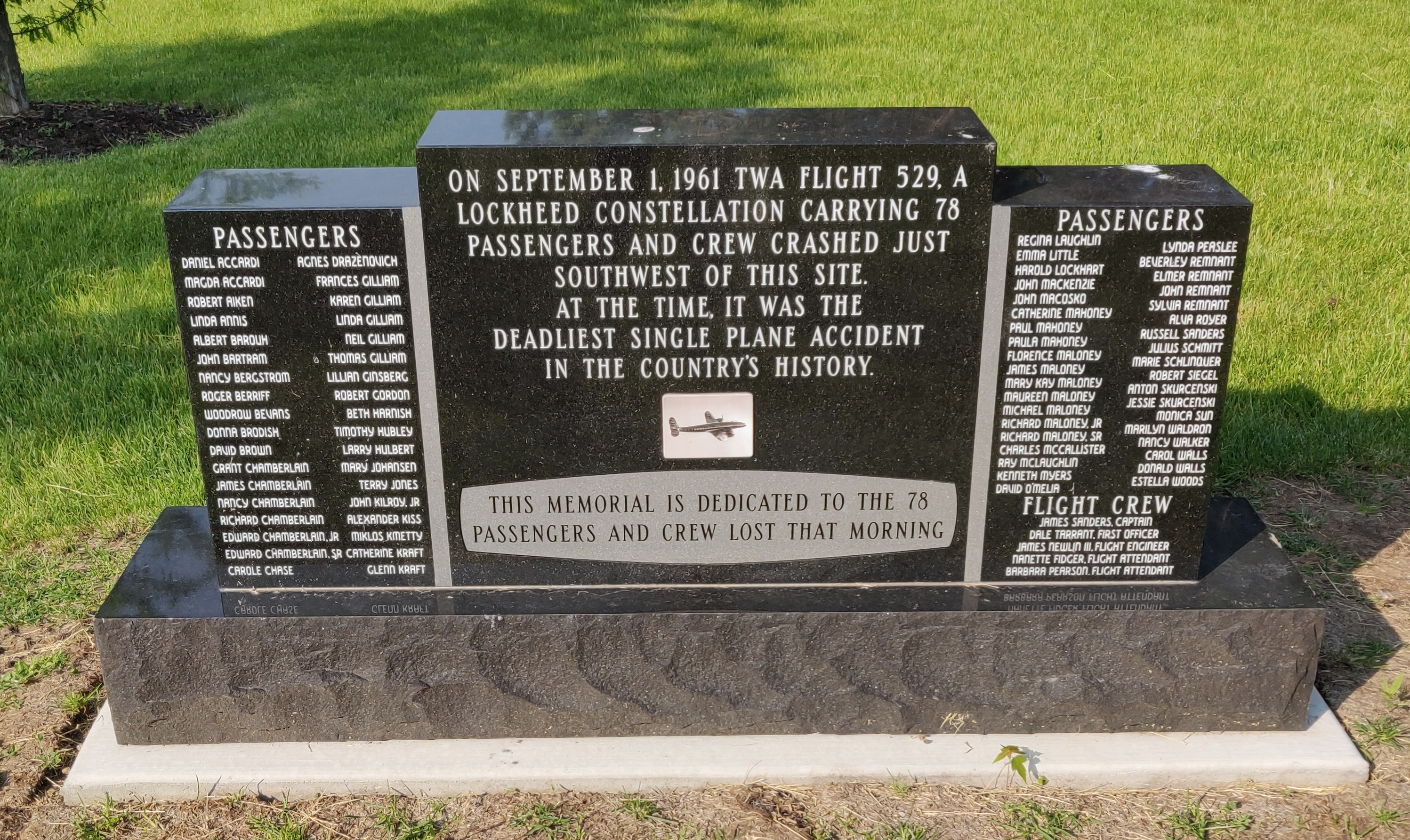
Monumento commemorativo dello schianto del volo TWA 529 situato nel Prairie Trail Park di Willowbrook.

Come risultato delle indagini sull'incidente, il CAB sollecitò l'FAA a imporre una riprogettazione del controllo di spinta dell'equilibratore, in modo che il passaggio alla modalità manuale potesse essere facilmente eseguito dai piloti, anche quando si applicava una pressione sul muso verso il basso. La FAA rispose che avevano chiesto al produttore di incorporare modifiche procedurali nel manuale di volo dell'aereo, ma non richiedevano alcuna modifica di progettazione.

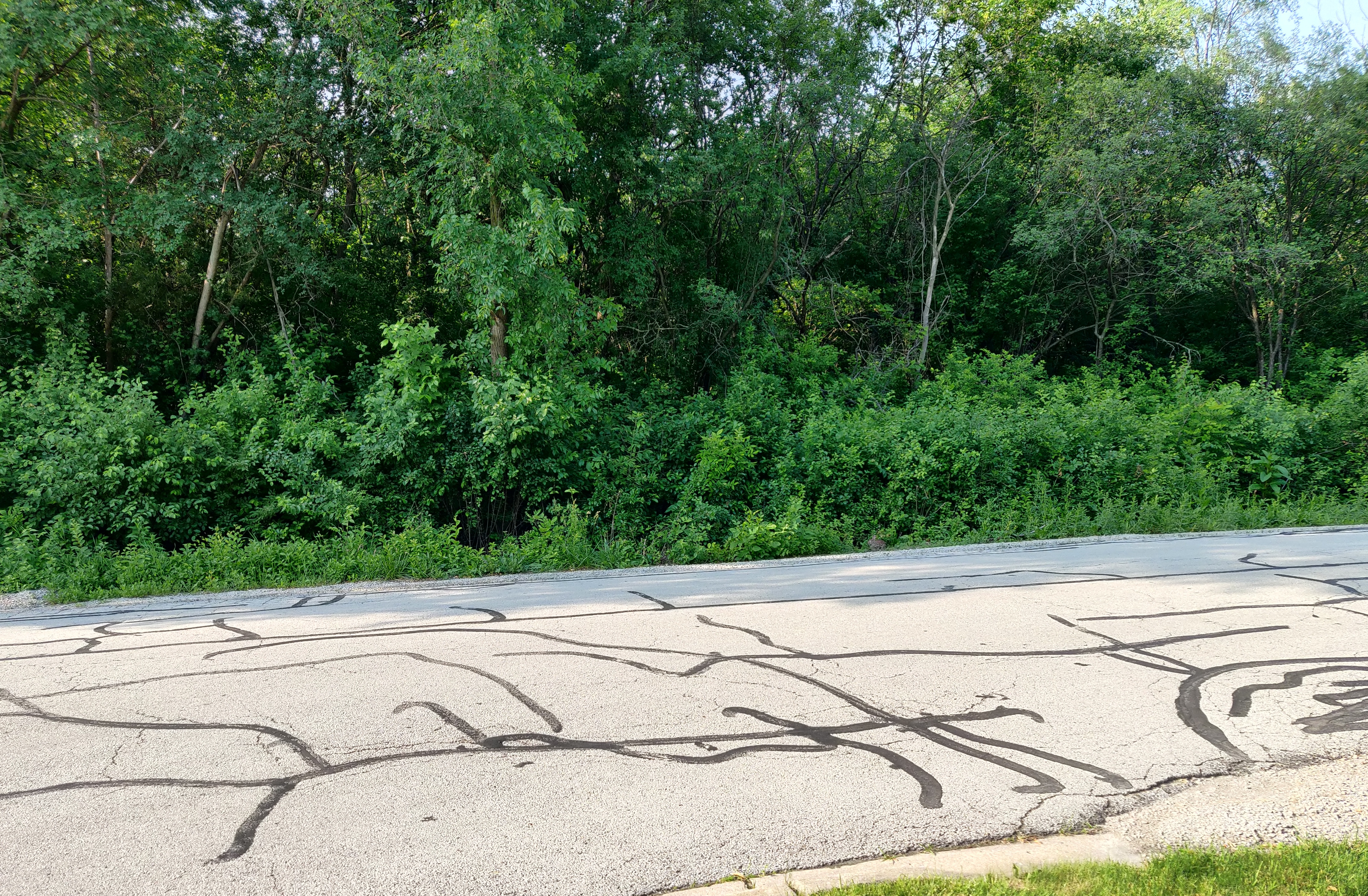
Il luogo dello schianto del volo TWA 529 a Willowbrook, fotografato nel giugno 2022.

Si tenne un servizio commemorativo al Prairie Trail Park di Willowbrook, leggermente a est-nord-est del luogo dell'incidente, nel 60º anniversario della tragedia. Durante la cerimonia viene svelato un cippo dedicato alle vittime e ai primi soccorritori. Entro gli anni '90, alberi e cespugli avevano coperto la maggior parte del luogo dell'incidente. A partire dal 2022, il luogo dell'incidente era per lo più un bosco non edificato circondato da case. Gli alberi sono stati recentemente tagliati a partire dal 2023.